# Правило Клеопатры
«Правило Клеопатры» — музыкальная драма Алексея Владимирова по мотивам романа Генри Райдера Хаггарда «Клеопатра». Сюжет по сравнению с книгой сильно изменён, и разработан совместно Алексеем Владимировым, Иваном Кобзаревым и Павлом Картаевым во время знаменательной встречи в 2003 г. в челябинском кафе «Апельсин» Архивная копия от 4 января 2013 на Wayback Machine. И.Кобзарев также сочинил стихи к восьми музыкальным номерам, остальные тексты и музыку написал А.Владимиров. Он же исполнил главную вокальную партию в демо-версии.
Демо-версия впервые опубликована в 2005 г., и получила положительные отзывы и рецензии (недоступная ссылка).

## Содержание и форма
Действие мюзикла разворачивается в античном Египте. На сцене — персонажи, известные по учебникам истории. Но события драмы представляют этих героев с новой точки зрения, характеры их открываются с незнакомой стороны, а известные исторические факты получают новое объяснение, основанное на результатах действия неизвестной историкам личности:
Логлайн  Архивная копия от 19 сентября 2012 на Wayback Machine: «Простого парня жрецы-заговорщики убеждают убить Клеопатру и стать новым фараоном Египта. Но он влюбляется в неё. А после узнаёт, что это сближение с царицей — лишь её уловка, чтобы подавить мятеж. И вот, он начинает мстить Клеопатре…»
«Правило Клеопатры» имеет открытый финал: по замыслу авторов, после окончания зритель может сам строить предположения о действительном течении событий и о том, могло ли всё быть так, как описано в мюзикле.
Мюзикл имеет структуру sung-through (англ.), то есть «спетый насквозь»: действие разворачивается только с музыкальным сопровождением, «чистых» диалогов нет. Оригинальная продолжительность мюзикла — 2 часа.

## Список музыкальных тем
- 1 — За любовь химеру…
- 2 — Он скоро придёт, Египет спасёт!
- 3 — Александрия
- 4 — Заговор жрецов
- 5 — Откройтесь, тайны неба
- 6 — Посвящение Гармахиса
- 7 — Верим мы в тебя / Убей Клеопатру!
- 8 — Шествие Клеопатры
- 9 — Драка и знакомство
- 10 — Все следят за всеми
- 11 — Гармахис и Хармиона
- 12 — Согласна даже тенью я быть ему
- 13 — Итак, дворец!.. (недоступная ссылка)
- 14 — Соблазнение Гармахиса
- 15 — Будь ты проклят!
- 16 — Торжество Клеопатры
- 17 — Марш Антония
- 18 — Пир Клеопатры (недоступная ссылка с 14-06-2016 [3291 день])
- 19 — Соблазнение Антония
- 20 — Властвовать ей всегда!
- 21 — Я осторожно впускаю в душу…
- 22 — Гармахис и Антоний
- 23 — Приговор Клеопатры
- 24 — Всё мы проиграли!
- 25 — Клеопатра и министры
- 26 — Ночь, и спят все вокруг кроме меня
- 27 — Кризис Клеопатры / План Гармахиса
- 28 — К пирамиде
- 29 — У сокровищницы Менкау-Ра
- 30 — Набираем солнце в кошельки
- 31 — Сон Клеопатры